# رينغ أوف هونر
رينغ أوف هونر (بالإنجليزية: Ring of Honor Wrestling Entertainment، LLC)‏ وتُعرف اختصارًا بـ ROH هي إحدى شركات المصارعة المحترفة الأمريكية حيث تتخذُ من بالتيمور بولاية ماريلاند مقرًا لها. رينغ أوف هونر هي إحدى الشركات التابعة لتحاد النخبة aew معروف في قطاع الاتصالات السلكية واللاسلكية.
كانت رينغ أوف هونر شركةً ملوكةً للمُؤسّس روب فانشتاين حتى عام 2004 حينما تحوّلت ملكيّة الشركة لكاري سيلكين حتى عام 2011 حينما باعها هو الآخر. تُقيم وتنظّم رينغ أوف هونر أحداثًا مباشرة وتسجيلات تلفزيونية وعروضًا من نوعيّة عروض الدفع مقابل المشاهدة في الولايات المتحدة. تشملُ عروض الدفع مقابل المشاهدة التي تبثها الشركة العرض السنويّ بيست إن ذا وورلد أو الأفضل في العالَم (بالإنجليزية: Best in the World)‏ والذي بُثَّت النسخة الخامسة منه في الثاني والعشرين من حزيران/يونيو 2014، كما تَبثُّ الشركة عرض أنيفرسيري شاو (بالإنجليزية: the Anniversary Show)‏ فضلًا عن عرض سوبركارد أوف هونر (بالإنجليزية: Supercard of Honor)‏ الذي أُقيم خلال عطلة نهاية الأسبوع بالتزامنِ معَ عرض راسلمينيا (بالإنجليزية: WrestleMania)‏ الخاص بشركة دبليو دبليو إي أما أكبر عروضها فهو عرض فاينل باتل أو المعركة النهائيّة (بالإنجليزية: Final Battle)‏.
وقَّعَت الشركة المالكة لرينغ أوف هونر عام 2009 صفقة تلفزيونية مع الشركة الإعلاميّة إتش دي نيت (بالإنجليزية: HDNet)‏ من أجلِ بثّ برامج أسبوعية متعلقة بأحداث المصارعة حتى عام 2011. بدأ في أيلول/سبتمبر 2011 بثُّ البرنامج التلفزيوني المعروف رينغ أوف هونر ريسلينج (بالإنجليزية: Ring of Honor Wrestling)‏ بشكلٍ أسبوعيّ في الولايات المتحدة على محطات التلفزيون المحلية المملوكة لشركة سينكلير. تُعرض إعادات للبرنامج على باقي المحطّات المملوكة لنفس الشركة بما في ذلك محطّتي شارج! وستاديوم (بالإنجليزية: Stadium)‏. بدأَ اعتبارًا من السابع والعشرين من حزيران/يونيو 2016 بثُّ عروض رينغ أوف هونر الأسبوعيّة على فايت تي في.
تُعتبر شركة رينغ أوف هونر إلى جانبِ دبليو دبليو إي وآول إليت ريسلينج وإمباكت ريسلينج من بين أكبر وأبرز الشركات المروِّجَة لعالَم المصارعة في الولايات المتحدة، كان يُنظر في منتصف عام 2017 إلى رينغ أوف هونر على أنها تجاوزت شركة إمباكت ريسلينج في التأثير والشهرة والمتابعة من خلالِ الصفقات التي عقدتها لضمّ مصارعين شباب موهوبين وآخرين محترفين من خارج الولايات المتحدة وذلك في إطار الخطّة التوسّعية للشركة الأم سينكلير ومحاولة تقديم خدمات تُنافس باقي الشركات العالميّة. مع كلّ هذا؛ يُنظر إلى رينغ أوف هونر على أنه عرضٌ أصغر للمصارعة المحترفة بالمقارنةِ مع عروض شركات أخرى من قَبيل دبليو دبليو إي التي تُقدّم دعمًا ماليًا كبيرًا حرصًا على نجاح عروضها فضلًا عن عقدها لصفقات كبيرة من أجل الترويج لنفسها ولما تقدمه من خدمات.

## التاريخ

### التشكيل
احتاجت شركة آر إف فيديو (بالإنجليزية: RF Video)‏ وهي شركةٌ متخصّصةٌ في ترويجِ فيديوهات المصارعة المحترفة في نيسان/أبريل 2001 للتعاقد مع شركة مصارعة عندما استحوذت دبليو دبليو إي على إكستريم تشامبيونشيب ريسلينغ (إي سي دبليو) التي كانت متعاقدة معَ آر إف فيديو قبل الاستحواذ. بدأت آر إف فيديو في تصويرِ بعض عروض المصارعة التي كانت تُنظَّم محليًا من أجل تحقيق بعض الأرباح وإنعاش موقعها الإلكتروني إلى حينِ العثور على حلٍّ أفضل. بعد أشهرٍ من محاولة التعاقد إلى كومبات زون ريسلينج (سي زي دبليو)، قرَّرَ مالك آر إف فيديو روب فاينشتاين ملء الفراغ الذي تركتهُ إي سي دبليو من خلال تأسيسِ شركته الخاصّة للمصارعة المحترفة وتوزيع منتجاتها وعروضها حصريًا من خلال آر إف فيديو.
أُقيم الحدث أو العرض الأول بعنوان ذا إرا أو هونر بيغنز (بالإنجليزية: The Era of Honor Begins)‏ في الثالث والعشرين من شباط/فبراير 2002 في فيلادلفيا المنطقة الرئيسية السابقة لإي سي دبليو. تضمَّنَ هذا العرضُ تسع مبارياتٍ بما في ذلك مباراة بين إدي غيريرو وسوبر كرايزي على بطولة إِوَا أنتركونتيننتل للوزن الثقيل ومباراة التهديد الثلاثي بين كريستوفر دانيلز وبريان دانيلسون ولو كي وهم الثلاثة الذين اشتهروا فيما بعد باسمِ «الآباء المؤسسين لرينغ أون هونر». اقتصرت الشركة في العام الأول من عملها على تنظيم عروض حيّة في عددٍ محدودٍ من الأماكن والمدن حيث ركَّزت بشكلٍ أساسي على شمال شرق الولايات المتحدة. أُقيمت عشرةُ عروضٍ في فيلادلفيا واثنان في ويكفيلد بماساتشوستس وواحدٌ في بيتسبرغ ببنسلفانيا وواحدٌ آخرٌ في كوينز بنيويورك. وسَّعت الشركة عام 2003 من نطاقِ عملها ليشمل مناطق أخرى من الولايات المتحدة بما في ذلك أوهايو ونيوجيرسي وكونيتيكت وماريلاند. دعمت رينغ أوف هونر الخدمة الصاعدة فول إمباكت برو (بالإنجليزية: Full Impact Pro)‏ في فلوريدا والتي ستظلُّ خدمة شقيقة لرينغ أوف هونر حتى عام 2009. بدأت الأخيرة في بناء هويتها الخاصَّة من خلال المشاركة في الترويج لحدثٍ مع فرونتيير ريستلينغ أليانس (بالإنجليزية: Frontier Wrestling Alliance)‏ في لندن بإنجلترا في السابع عشر من أيّار/مايو 2003 وهو ما أكسبها بعض الشهرة في محاولةٍ منها لتعويض غياب إي سي دبليو.

### حقبة روب فاينشتاين
قُبض على فاينشتاين عام 2004 حيث زُعم أنه تحرَّشَ جنسيًا على الإنترنت بشخصٍ يُعتقد أنه صبيٌّ دون السنِّ القانونية (لكنه في الواقع كان بالغًا ومتنكرًا في صورة قاصر). استقالَ فينشتاين (أو فاينشتاين) من رينغ أوف هونر في آذار/مارس 2004 وذلك بعد انتشار الخبر في وسائل الإعلام. أنهت في أعقابِ الفضيحة شركةُ توتال نانستاب أكشن ريسلينج (وتُعرف حاليًا باسمِ إمباكت ريسلينج) اتفاقية مشاركة المواهب مع رينغ أوف هونر وسحبت فجأةً جميع المصارعين المُتعاقَد معهم من التزاماتهم السابقة بالأداء في عروض رينغ أوف هونر بما في ذلك مصارعين معروفين أمثال إيه جيه ستايلز وكريستوفر دانيلز اللذانِ حقَّقا شهرة كبيرة معَ رينغ أوف هونر وكانا قريبينِ جدًا من تمديد العقد. اشترى دوج جينتري في النهاية حصة فاينشتاين في رينغ أوف هونر وباعها لاحقًا إلى كاري سيلكين. أُعيد هيكلة رينغ أوف هونر حينها حيث بدأت الشركة في بيع أقراص دي في دي لأحداثها الحية كما أسَّست وجودًا لها على الإنترنت بالإضافة إلى استحداثها لبعض الفقرات لعلَّ أبرزها مقابلات التصوير مع المصارعين وباقي الشخصيات الفاعلة في عالَم المصارعة ومن ثم بيع هذه المقابلات في أقراص دي في دي. بدأت الخدمة في الدخولِ في تنافسٍ محتدمٍ مع خدمات أخرى تنشطُ في هذا المجال مثل غيريلا برو ريسلينغ (بالإنجليزية: Pro Wrestling Guerrilla)‏ ومع ذلك فقد انتشرت رينغ أوف هونر تحت قيادة سيلكين في جميع أنحاء العالم وبدأت في كسبِ الأنظار لها لما تُقدمه من محتوى وخدمات.

### 2007 – 2009
أعلنت رينغ أوف هونر في الثالث والعشرون من كانون الثاني/يناير 2007 عن خطط للقيام بجولة في اليابان، وهو ما أدى في النهايةِ إلى تنظيمِ عرضٍ في السادس عشر من تمّوز/يوليو في طوكيو بعنوان لايف إن طوكيو أو العيشُ في طوكيو (بالإنجليزية: Live In Tokyo)‏ وهو العرض الذي رُوّج له بالاشتراكِ مع برو ريسلينغ نوا كما نُظّم عرضٌ آخرٌ في السابع عشر من تموز/يوليو بعنوان لايف إن أوساكا أو العيشُ في أوساكا (بالإنجليزية: Live In Osaka)‏ في مدينةِ أوساكا وهو العرض الذي رُوّج له بالاشتراكِ مع دراغون جايت أو بوابة التنين (بالإنجليزية: Dragon Gate)‏. قبل وقتٍ قصيرٍ من ذلك وبالضبطِ في آذار/مارس 2007، أصبحت رينغ أوف هونر أول شركة تتخذُ من الولايات المتحدة مقرًا لها وتُنظّم عرض مصارعة يُشارك فيهِ مصارعون غير أمريكيون: فريق دراغون جايت المكوّن من ناروكي دوي وشينغو أمام الياباني ونجم برو ريستلينج نوا تاكيشي موريشيما.
أعلنت رينغ أوف هونر في الثاني من أيّار/مايو 2007 عن توقيع صفقةٍ لدعمِ وتمكين عروض الدفع مقابل المشاهدة والفيديو حسبَ الطلب مع شركة جي فانك سبورتس أند أنترتينمنت (بالإنجليزية: G-Funk Sports & Entertainment)‏ وذلك للمساعدة في نشرِ عروض وأحدث رينغ أوف هونر داخل المنازل وعبر دش نيتورك. تضمَّنت الصفقة بث ستة أحداث مسجلة للدفع مقابل المشاهدة كل 60 يومًا. بسببِ الانتقال إلى عروض الدفع مقابل المشاهدة، سحبت تي إني آي ريسلينج على الفور نجومها المُتعَاقَد معهم وهم أوستن أرييس وكريستوفر دانيالز هوميسايد وهو ما أثَّر نوعًا ما على رينغ أوف هونر.
كانَ أول عرضٍ للدفع مقابل المشاهدة بعنوان الاحترام يُكتسَب (بالإنجليزية: Respect is Earned)‏ حيث صُوِّرَ في الثاني عشر من أيار/مايو بينما بُثَّ لأول مرة في الفاتح من تمّوز/يوليو عبر ديش نتورك. استمرَّت رينغ أوف هونر في التوسُّعِ طوال عام 2008 حيث ظهرت لأول مرة في أورلاندو بولاية فلوريدا في الثامن والعشرين من آذار/مارس من خلال عرض دراغون جايت تشالنج تو (بالإنجليزية: Dragon Gate Challenge II)‏ كما ظهرت في تورونتو وفي أونتاريو وفي مدن أخرى. سجَّلت رينغ أوف هونر في العاشر من أيّار/مايو 200 رقمًا قياسيًا في نسبِ الحضور في عرضها الافتتاحي الذي أُقيم في قاعة هامرشتاين في مركز مانهاتن بمدينة نيويورك. كان لدى الشركة خططٌ لتقديم عروضٍ في سانت لويس وناشفيل ومونتريال قبل نهاية عام 2008، لكن وبحلول السادس والعشرين من تشرين الأول/أكتوبر 2008 أعلنت الشركة عن رحيلِ الرئيس غاب سابولسكي واستبدالهِ بآدم بيرس.

### 2009 – 2011
أعلنت رينغ أوف هونر في السادس والعشرين من كانون الثاني/يناير 2009 أنها وقعت اتفاقية مع آيتش دي نيت فايتس (بالإنجليزية: HDNet Fights)‏ لبثّ برنامج تلفزيوني أسبوعي حول المصارعة. كان هذا البرنامج هو برنامج رينج أوف أونر ريسلينج – الذي سيُصبح مشهورًا فيما بعد – حيث صُوّرت أولى حلقاته في الثامن والعشرين من شباط/فبراير والأول من آذار/مارس 2009 في أرينا بفيلادلفيا في ولاية بنسلفانيا. بعد ما يقربُ من عامٍ من البث التلفزيوني الأسبوعي، أعلنت رينغ أوف هونر في العشرين من كانون الثاني/يناير 2010 عن استحداثِ بطولةٍ جديدةٍ هي بطولة رينغ أوف هونر وورلد تيلفيجن (بالإنجليزية: RoH World Television)‏ والتي قُرر أن تُفتَح في الخامس من شباط/فبراير 2010 من خلال تصارعِ ثمانية مشاركين فيما بينهم للظفرِ باللقب في نهاية المطاف، كما تقرر أن يكون آخر يومٍ في عمر هذه البطولة هو السادس من شباط/فبراير 2010 وهو ما يعني أنها لا تتجاوز اليوم الواحد، فيما حصلَ برنامج رينج أوف أونر ريسلينج على حقوق بثها. تأجَّلت البطولة المستحدثة بسببِ العاصفة الثلجية التي ضربت شمال الولايات المتحدة حينها حتى الخامس من آذار/مارس 2010 عندما هزم إيدي إدواردز خصمهً ديفي ريتشاردز في النهائيات متوّجًا بأول نسخة.
طردَ مجلس إدارة رينغ أوف هونر في الخامس عشر من آب/أغسطس 2010 الرئيس (أو المدير كما يُعرف في عالم المصارعة) آدم بيرس مستبدلًا إيّاه بهنتر جونستون الذي كان مصارعًا من بين باقي مصارعي الشركة الذين يُشاركون في عروضها. أعلنت رينغ أوف هونر وأوهايو فالي ريسلينغ في الثامن من أيلول/سبتمبر 2010 عن علاقة عملٍ بين الشركتين، ثمّ أعلنت الأولى في الحادي عشر من كانون الثاني/يناير 2011 عن انتهاءِ برنامج رينج أوف أونر ريسلينج بعد انتهاء العقد المبرمِ مع شركة آيتش دي نيت. عُرضت التسجيلات النهائية للعروض في الواحد والعشرون والثاني والعشرون من كانون الثاني/يناير مع بثّ الحلقة الأخيرة في الرابع من نيسان/أبريل 2011.

### 2011 – 2016
أعلنت رينغ أوف هونر في الحادي والعشرون من أيار/مايو 2011 أنَّ شركة سينكلير برودكاست جروب استحوذت على خدمة المصارعة مع بقاء المالك السابق كاري سيلكين في منصبٍ تنفيذي. بدأَ الترويج لعروض رينغ أوف هونر في عُطَلِ نهاية الأسبوع ابتداءً من الرابع والعشرين من أيلول/سبتمبر 2011 من خلالِ برنامجٍ أسبوعي لمدة ساعةٍ كان يُبثُّ على العديد من المحطات التي تملكها أو تديرها شركة سينكلير. عُرض البرنامجُ بشكلٍ أساسي في أيام السبت أو الأحد بعد الظهر أو في وقت متأخر من الليل أو في وقت الذروة على بعض الشبكات التي لها برمجة ممتلئة سلفًا في أمسيات نهاية الأسبوع.
أعلنت رينغ أوف هونر عام 201 عن عودةِ المصارع إيه جيه ستايلز بعد غيابٍ دام سبع سنوات. نُظّم أول عرضٍ للشركة لهذا العام في ناشفيل بتينيسي في الثاني والعشرين من شباط/فبراير وذلك قبل التسجيل التلفزيوني الحصريّ للذكرى السنوية الثانية عشرة في عطلة نهاية الأسبوع، كما أعلنت رينغ أوف هونر عن شراكةٍ مع شركة نيو جابان برو ريسلينغ إحدى أبرز الشركات الناشطة في مجال المصارعة المحترفة في اليابان. نُشر في الإعلان عن هذه الشراكة مقطع فيديو ترويجي معَ كلمات لرئيسِ نيو جابان برو ريسلينغ ناوكي سوغاباياشي. عقدت الشركتانِ أول عرضٍ مشتركٍ لهما تحتَ اسم جلوبل وارز أو الحروب العالميّة (بالإنجليزية: Global Wars)‏ في العاشر من أيار/مايو في تورنتو بدولة كندا، ثمّ أُقيم العرضُ الثاني الذي حمل الاسم وار أوف ذا ووردز أو حربُ العوالم (بالإنجليزية: War of the Worlds)‏ بعد أسبوعٍ واحدٍ في قاعة كبيرة بمدينة نيويورك بالولايات المتحدة الأمريكيّة.
عقدت رينغ أوف هونر في الثاني والعشرين من حزيران/يونيو أول حدثٍ أو عرضٍ مباشرٍ من نوعيّة عروض الدفع مقابل المشاهدة. حمل العرضُ هذه المرّة اسم بيست إن ذا وورد أو الأفضل في العالم (بالإنجليزية: Best in the World)‏ وأُقيم في قاعة كبيرة في ناشفيل بتينيسي. لاقى هذا الحدث استحسانًا كبيرًا وكان أول حدثٍ مدفوعٍ للشركة يُشاهده الكثير من الأشخاص عن بعد. بدأت الشركة الكبرى سينكلير في أيلول/سبتمبر بتوحيدِ رينغ أوف هونر مع عددٍ من المحطات الأخرى، بما في ذلك محطّة والت (بالإنجليزية: WATL)‏ التي كانت قبل الدمجِ محطة مملوكة لشركة جانيت (بالإنجليزية: Gannett)‏ في أتلانتا.
أعلنت رينغ أوف هونر في السابع والعشرين من تشرين الأول/أكتوبر عن عقد صفقةٍ مع شركة فيجير كو (بالإنجليزية: Figures Co)‏ المتخصّصة في الألعاب والتي ستعملُ على صناعة وتوزيع شخصيات ألعاب بناءً على مصارعين في رينغ أوف هونر. وسَّعت الأخيرة من نطاقها من جديدٍ فنظمت في السابع والعشرين من تشرين الثاني/نوفمبر ولأول مرة عرضًا رسميً في المملكة المتحدة منذ أكثر من سبعِ سنواتٍ عندما شاركت في الترويج لعرضٍ كان سيُعرض في عطلة نهاية أسبوع مع شركة بريستون سيتي ريسلينج. أعلنت رينغ أوف هونر في نفس الشهر عن عودتها لنظامِ الدفع المباشر لكل عرضٍ وذلك بالتزامنِ مع حدث فاينل باتل (بالإنجليزية: Final Battle)‏.
عُقدت نسخة فاينل باتل في السابع من كانون الأول/ديسمبر، وفيها احتفظَ بطل رينغ أوف هونر جاي بريسكو باللقبِ بعد فوزه على آدم كول في مباراة من نوعيّة مباريات عدم التجريد من الأهليّة. أُعلن في الثاني عشر من نفس الشهر من خلال موقع رينغ أوف هونر أن الأخيرة وقَّعت على عقدٍ معَ بطل دبليو دبليو إي السابق ألبرتو دل ريو الذي ظهرَ لأول مرةٍ في تسجيل تلفزيوني بثته رينغ أوف هونر. عقدت الأخيرة في فاتح آذار/مارس 2015 ثالث عرضٍ من نوعيّة عروض الدفع مقابل المشاهدة وذلك في الذكرى السنويّة الثالثة عشر على تأسيسِ رينغ أوف هونر في لاس فيجاس بنيفادا، أما الحدث الرئيسي فكان قد أُعلن عنه رسميًا في الثاني والعشرين من كانون الثاني/يناير وهو من نوعيّة مباريات البقاء على قيد الحياة حيثُ شارك في الصراعِ على البطل جاي بريسكو وتوماسو سيامبا وهانسون ومايكل إلجين. أعلنت رينغ أوف هونر في السابع والعشرين من أيار/مايو 2015 عن عقدِ صفقةٍ تلفزيونيةٍ لمدة 26 أسبوعًا مع شركة ديستينيشن أمريكا (بالإنجليزية: Destination America)‏ بدءًا من الثالث من حزيران/يونيو.
أعلنت رينغ أوف هونر في الثالث عشر من كانون الأول/ديسمبر 2015 عن شراكةٍ مع غيريلا برو ريسلينغ (بي دبليو جي) والتي ستسمحُ للمصارعين المتعاقدين مع رينغ أوف هونر بمواصلة العمل مع بي دبليو جي، ثمّ أعلنت في الثلاثين من آب/أغسطس 2016 عن إنشاء لقبٍ جديدٍ هو بطولة آر او إتش العالمية للفرق السداسيّة.

### 2017 – حاليًا
أعلنَ جو كوف مدير العمليات في رينغ أوف هونر في التاسع من تشرين الثاني/نوفمبر 2017 أن الشركة سوف تُطوّر خدمة بث مشابهة لشبكة دبليو دبليو إي ولشبكة إمباكت ريسلينج جلوبل. كُشف عن الخدمة التي حملت اسمَ نادي الشرف (بالإنجليزية: Honor Club)‏ في الثاني من شباط/فبراير 2018 وأُطلقت رسميًا في التاسع عشر من شباط/فبراير. أعلنت الشركة في عرضِ فاينل باتل في الخامس عشر من كانون الأول/ديسمبر 2017 عن استحداثِ بطولة نساء الشرف (بالإنجليزية: Women of Honor)‏ وهي البطولة الخامسة التي تُنظّمها رينغ أوف هونر في عالم المصارعة والبطولة النسائيّة الأولى.
أعلنت رينغ أوف هونر وشريكها منذ فترة طويلة نيو جابان برو ريسلينغ عام 2018 عن حدثٍ مشتركٍ في ماديسون سكوير جاردن في مدينة نيويورك بعنوان جي 1 سوبركارد (بالإنجليزية: G1 Supercard)‏ والذي أُقيم في السادس من نيسان/أبريل 2019. حقَّقَ الحدث الكثير من الشهرة ثم سُرعان ما أصبح الحدث الأكبر والأكثر حضورًا في تاريخ رينغ أوف هونر. شاركَ في فاتح أيلول/سبتمبر 2018 مصارعو رينغ أوف هونر كودي رودز ومات ونيك جاكسون في عرضِ آل إن (بالإنجليزية: All In)‏ وهو حدثٌ أُنتجَ بالتعاونِ مع رينغ أوف هونر ويضمُّ مصارعين من العديد من الشركات. اجتذبتَ العرضُ أكثر من 11,000 معجبًا في ضواحي شيكاغو. كان هذا أول حدثٍ أمريكي في عالم المصارعة الاحترافيّة لم تُشرف عليه شركة دبليو دبليو إي أو ورلد تشامبيونشيب ريسلينغ (دبليو سي دبليو) ويصلُ في عدد الجمهور لأكثر من 10,000 متفرجًا منذ التسعينيات. تركَ بعد ذلك رودز ومات ونيك جاكسون والعديد من المصارعين الآخرين العلامة التجاريّة رينغ أوف هونر حيثُ انضمَّ الكثير منهم للعلامة التجاريّة الجديدة آول إليت ريسلينغ (آي إي دبليو).
اعتبر العديد من صحفيي المصارعة والمعلقين رحيل أفضل مواهب رينغ أوف هونر بداية تراجعٍ للشركة عام 2019 فيما تركّزت الكثير من الانتقادات على السماحِ برحيل بطل العالم آنذاك مات تافين. بدأت المشاكل فعليًا تُحيط برينغ أوف هونر في ظلِّ انحصار عدد المقبلين على شراء عروض الدفع مقابل المشاهدة وانخفاضِ عدد الحضور في العروضِ الحيّة في ذلك العام. وفقًا لديف ملتزر فقد كان متوسّط حضور رينغ أوف هونر خلال العروض المباشرة في عام 2019 هو 1،082 وهو أقل من متوسطاته في عامي 2018 و2017. تواصلت المشاكل حينما قدم جوي ميركوري المنتج في رينغ أوف هونر في تشرين الأول/أكتوبر 2019 استقالته احتجاجًا على الطريقة التي تُسيَّرُ بها الشركة كما انتقدَ غياب ما سمّاهُ التوجّه الإبداعي وعدم وجود بروتوكولات فعليّة تحمي المصارعين. فصَّل ميركوري في النقطة الأخيرة بالقولِ أن رينغ أوف هونر سمحت لبطلة نساء الشرف آنذاك كيلي كلاين بالمصارعة رغم تعرضها لارتجاج في المخٍ خلال عرض السادس والعشرين من تشرين الأول/أكتوبر 2019. سعت كلاين للعلاج الطبي بعد أن عانت من أعراض متلازمة ما بعد الارتجاج ومع ذلك فالشركة لم تدعمها خاصّة وأن عقدها كان سينتهي في كانون الأول/ديسمبر.
وقَّعت رينغ أوف هونر في كانون الثاني/يناير 2020 معَ مارتي سكيرل، وقِيل إنَّ الصفقة هي الأكثر ربحًا في تاريخ رينغ أوف هونر. بالإضافة إلى كونه مصارعًا، عملَ سكيرل مع مدير الشركة لفترة طويلة وساعد في تحسينها من عدّة نواحي. على الجانب المقابل، سمحت هذه الصفقة لسكريل بمواصلة الظهور في نيو جابان برو ريسلينج وناشيونيال ريسلينج أليانس حيثُ بدأ نزاعًا مع بطل الوزن الثقيل العالمي نيك ألديس.  في ظلّ كل هذا النجاج، اتُهم سكيرل بالتحرشِ بفتاةٍ تبلغُد من العمر 16 عامًا كانت مخمورة، فأصدرَ سكيرل بيانينِ لم يدُنكر فيهما «المزاعم» لكنه زعم أن اللقاء كان بالتراضي. أعلنت السلطات المتخصّصة في الخامس والعشرين من حزيران/يونيو أنها بدأت تحقيقًا بشأنِ الادعاءات، وهو ما ترتَّبَ عنهُ إقالة سكيرل من منصبه كمسؤولٍ في رينغ أوف هونر. أعلنت الشركة في كانون الثاني/يناير 2021 أنَّ مارتي سكيرل لم يعد متعاقدًا معها بعد أن اتفق الطرفان بشكلٍ ودّي على فسخ العقد.

## التوسع
قرَّرت رينغ أوف هونر في البدايةِ إقامة عرضٍ واحدٍ في الشهر وكان في الأصل سيُقام في مركز مورفي في فيلادلفيا بولايةِ بنسلفانيا الذي كان المقرَّ الرئيسي للشركة قبل أن تستحوذ عليها شركةُ سينكلير برودكاست جروب في عام 2011. معَ زيادة شهرة الشركة وارتفاعِ مداخيلها وبحلول نهاية عام 2002 بدأت رينغ أوف هونر في تنظيمِ عروض متعددة في الشهر ثم أصبحت في عام 2003 تُنظّم عرضًا واحدًا على الأقل عطلة نهاية الأسبوع وهو ما يعني أربع عروضٍ – وفي بعض الأحيان خمسة – في الشهر الواحد.
كانت المرة الأولى التي غادرت فيها رينغ أوف هونر قاعتها الرئيسيّة في فيلادلفيا في الرابع والعشرين من آب/أغسطس 2002 حيث انتقلت ولو بشكلٍ مؤقتٍ لويكفيلد في ماساتشوستس من أجل تنظيم عرضٍ هناك حمل الاسم هونر إنفايدز بوستن (بالإنجليزية: Honor Invades Boston)‏. على الرغم من تركيزها بشكلٍ أساسي على شمال شرق أمريكا بدأت رينغ أوف هونر في التوسع في عام 2005 على الصعيدينِ المحلي والدولي، ثمّ شهدَ عام 2006 أول عرضٍ للشركة من أورلاندو بولايةِ فلوريدا وأول جولةٍ خارجية في المملكة المتحدة، ثم كرَّرت في العام الموالي نفس الجولة الخارجيّة لكنها شملت هذه المرة بالإضافة إلى المملكة المتحدة دولة اليابان. كانت الشركة تعرضُ في هذه المرحلة خمسة عروضٍ في الشهر في المتوسّط بحيث تركَّزت معظم العروض في مدن شمال شرق الولايات المتحدة.
ظهرت رينغ أوف هونر لأول مرةٍ في كندا عام 2008 حيث نظَّمت عرض مصارعة هناك، ثم حاولت في نفس العام التوسُّع في مونتريال من خلال تنظيمِ عرضٍ آخرٍ في عطلة نهاية أسبوع لكنّ ذلك لم يحصل بسبب قلّة مشتري التذاكر. بثَّت رينغ أوف هونر في الثاني والعشرين من شباط/فبراير 2009 أول عرضٍ لها وهو العرضُ الذي أُقيم في فيلادلفيا بولاية بنسلفانيا بشكلٍ مباشرٍ على برنامج رينج أوف أونر ريسلينج، ثم انهالت بعضها العروض التي تبثُّ عبر البرنامج أو عبر شبكات أخرى وخاصّة تلك العروض التي صُوّرت في لويزفيل بولايةِ كنتاكي.
بعد شراءِ الشركة من قِبل سينكلير برودكاست جروب في حزيران/يونيو 2011، أُعيد هيكلة رينغ أوف هونر بشكلٍ كبير، وبدلاً من تشغيل عروض مُنتظَمة في مدن معظمها في الشمال الشرقي حيث كان للشركة أتباعٌ تقليديون تحولت رينغ أوف هونر إلى التجول في مدنٍ معظمها جنوبية حيث تبث المحطات التلفزيونية المملوكة لشركة سينكلير برنامجها التلفزيوني الأسبوعي. بدأت رينغ أوف هونر في نفس العام أيضًا تنظيم عروضٍ بانتظامٍ في كارولاينا الشمالية والجنوبيّة. نظمت الشركة في العام الموالي عرضًا لأول مرةٍ في كلٍ من ألاباما وتينيسي، كما نظَّمت عرضًا كبيرًا آخر في في سان أنطونيو بولاية تكساس. واصلت رينغ أوف هونر توسعها وظهرت عام 2014 لأول مرة أيضًا في لويزيانا ومينيسوتا ثم سُرعان ما عادت إلى فلوريدا من أجل تنظيم عروضٍ وأحداثٍ أكبر في ليكلاند. ظهرت رينغ أوف هونر عام 2015 لأول مرةٍ في ريدوود حيث نظَّمت في هذه المدينة عرضًا حمل الاسم سوبركارد أوف هونر (بالإنجليزية: Supercard of Honor)‏ ثمّ عادت إلى أتلانتا لأول مرة منذ ثلاث سنوات.
ساهمَ استحواذُ سينكلير على رينغ أوف هونر في تطور الأخيرة وخاصّة في مجال البثّ الحيّ وهو ما أكسبَ برنامج رينج أوف أونر ريسلينج شهرة أكبر حيث دخل في منافسة مع شبكات وقنوات أخرى – تتبعُ جزئيًا أو كليًا لشركة سينكلير – من أجل بثّ عروض المصارعة. ظلَّ المذيع كيفن كيلي معلقًا على المباريات التي تُنظّمها رينغ أوف هونر من الحلقة التي عُرضت في الرابع والعشرين من أيلول/سبتمبر 2011 حتى الحلقة التي عُرضت في العشرين من شباط/فبراير 2017 حينما أصبحَ إيان ريكابوني المذيع والمضيف الرئيسي لبرنامجِ رينج أوف أونر ريسلينج. اِنضمَّت في منتصف عام 2019 المصارعة والممثلة كوين ماكاي إلى رينغ أوف هونر في دور مراسلة خلف الكواليس ثم سُرعان ما أصبحت في أواخر عام 2019 مضيفة مشاركة لريكابوني في الاستوديو. ترقَّت كوين ماكاي من جديدٍ في أوائل عام 2020 حيثُ أصبحت مضيفة رئيسية في برنامج رينج أوف أونر ريسلينج بالإضافة إلى دورها السابق كمراسلة خلف الكواليس فيمَا ظلَّ إيان ريكابوني المذيع الرئيسي على مقربةٍ من الحلبة.

## العقود
تُعتبر أو بالأحرى تُصنَّفُ رينغ أوف هونر على أنها سوبر إندي (بالإنجليزية: super indy)‏ وهو ما يعني أنها شركةٌ تجمعُ بين أفضل المواهب المستقلّين في عالَم المصارعة للمشاركةِ في عرضٍ واحدٍ على الأقل في الشهر. بدأَ مع مرور الوقت غابي سابولسكي وكيل رينغ أوف هونر في التوقيعِ على عقودٍ مع بعض نجوم المصارعة لضمانِ استمراريتهم مع الشركة وعدم الانتقال لشركات أخرى تنشطُ في نفس المجال. لم تكن العقود رسميّة في بادئ الأمر، حيث كانَ غابي يُوقّع مع مصارعٍ ما أو فناء أداء لفترةٍ معيّنة مقابل مبلغٍ معيّن، لكن الأمور تغيّرت خاصّة أن هذه العقود غير الرسميّة خلقت الكثير من المشاكل مثلما حصلَ معَ ريك فلير الذي وافق على العمل لمدة معيّنة مع الشركة فحصلَ على أجرٍ مسبقٍ لكنّه لم يظهر في العرض المجدول لسببٍ ما. انتقلت رينغ أوف هونر لتوقيعِ العقود الاحترافية معَ فناني الأداء، وحاولت تقديم المزيد من الحوافز لضمانِ المنافسة.
في عام 2011 أي بعد استحواذ شركة سينكلير على رينغ أوف هونر، بدأت الأخيرة في توقيعِ عقودٍ احترافيّة مع بعض المواهب ثم منعتهم – بحسبِ البنود – من الظهور في أي عرض مصارعة متلفزٍ آخر أو عرض دفعٍ مقابل المشاهدة أو عرض يُبثُّ عبر الإنترنت. زادت شروط رينغ أوف هونر على مصارعيها وهو ما أثار بعض الجدل ما اضطرَّ الشركة لتنقيحِ عقودها وتحسين بعض البنود ما سمحَ لعددٍ من المواهب بالظهور في عروض أخرى. عادت الشركة في عام 2014 لتُعدّل في بعض شروط عقودها فوقَّع على هذه العقود الجديدة عددٌ قليلٌ من فناني الأداء رغمَ تضمّن بعض الصفقات لراتب كبير ومزايا إضافيّة أخرى. أثنى مايكل إلجين على الراتب وعلى المزايا الجديدة التي أضافتها رينغ أوف هونر لكنّه تجاهل باقي البنود المشدّدة. منحت بشكلٍ عامٍ هذه العقود الجديدة شركة رينغ أوف هونر قدرًا كبيرًا من السلطة على الموظّفين لديها مثلما هو حالُ الشركة الأشهر دبليو دبليو التي تسمحُ لموظّفيها حسب بنود العقد بهامشٍ حريّة أقل.

## الشراكات
عقدت رينغ أوف هونر على مدارِ تاريخها اتفاقياتِ عملٍ مختلفةٍ مع العديد من شركات المصارعة المحلية والدولية.

### حاليًا
أعلنت كلٌ من رينغ أوف هونر ونيو جابان ريسلينج في شباط/فبراير 2014 عن عقدِ شراكةٍ من شأنها أن تشهد تبادل المواهب بين الشركتين بالإضافة إلى أمور أخرى. أُقيم أول عرضٍ مشتركٍ بين الشركتين في أيار/مايو 2014 وهو العرض الذي حملَ اسم جلوبل وارز في تورنتو الكنديّة فيما أُقيم العرض الثاني بعنوان وار أوف ذا وورد بعده بأسبوعٍ في ونيويورك الأمريكيّة. نظَّمت بعدها الشركتانِ عددًا من العروض المشتركة في فيلادلفيا وفي تورنتو وأماكن أخرى. كجزءٍ من العلاقة مع نيو جابان ريسلينج، أعلنت رينغ أوف هونر أنها ستروج لعرضٍ بعنوان هونر ريازينج: اليابان 2016 (بالإنجليزية: Honor Rising: Japan 2016)‏ في طوكيو وهو العرض الذي عُرض في شباط/فبراير 2016.
أعلنت الشركة المكسيكيّة كونسيخو مونديال دي لوتشا ليبري (سي إم إل إل) في العاشر من آب/أغسطس 2016 رسميًا عن عقد شراكةٍ معَ رينغ أوف هونر وشراكة ثانويّة أخرى مع نيو جابان ريسلينج. بدأت رينغ أوف هونر في شباط/فبراير 2017 شراكة جديدة مع الشركة اليابانية وورد واندر رينج ستاردوم، ثم دخلت في آب/أغسطس 2017 في شراكةٍ جديدةٍ مع الشركة البريطانيّة المُسمَّاة ثورة المصارعة الحرة (آر بي دبليو) لإنتاجِ أحداث مشتركة مثل حدث وار أوف ذا وورد البريطاني (بالإنجليزية: War of the Worlds UK)‏.
دخلت رينغ أوف هونر عام 2018 في شراكةٍ معَ غيريلا برو ريسلينغ (بي دبليو جي)، ثم استحوذت في العام الموالي على شركة إم سي دبليو برو ريسلينج التي أصبحت تابعة لرينغ أوف هونر وبدأت النشاط هي الأخرى من ماريلاند الذي هو مقرّ الشركة الأم. أعلنت كلٌ من رينغ أوف هونر وخدمة فيت في الرابع والعشرين من شباط/فبراير 2019 أنه يُمكن للراغبين في متابعة شبكة نادي الشرف المدفوعة الاشتراك في منصّة فيت التي أعلنت هي الأخرى تقديم خدمات المصارعة عبر شبكتها في إطارِ تلك الشراكة. سمحَ العقد المبرم بين الطرفينِ وصول المشتركين في منصّة فيت لمحتويات رينغ أوف هونر مع خصمٍ يصلُ لـ 50٪ أو حتى 100٪ حسب نوعيّة الاشتراك. عقدت رينغ أوف هونر شراكةً أيضًا مع ناشيونال ريسلينج أليانس وهي الشراكةُ التي من شأنها أن تجعل بطل العالم نيك ألديس وزملائه من المصارعين المنتسبين إلى ناشيونال ريسلينج أليانس يظهرون في برمجة رينغ أوف هونر وفي عروضها المدفوعة وخاصّة تلك العروض من نوعيّة عروض الدفع مقابل المشاهدة. سُرعان ما فُسخ العقد بين الشركتينِ بعد أقل من عامٍ على توقيعهِ وذلك عندما نجحت ناشيونال ريسلينج أليانس في إعدادِ عروضها وأحداثها الخاصة.

### سابقًا
هذه قائمةٌ مصغّرةٌ بالشركات التي عقدت معها رينغ أوف هونر شراكة في وقتٍ ما:
- أل جابان برو ريسلينج (آي جي بي دبليو)[87]
- دراغون جيت[88]
- برو ريسلينج زيرو 1[89]
- برو ريسلينج نوا[90]
- بريستون سيتي ريسلينج[91]

## ميثاق الشرف

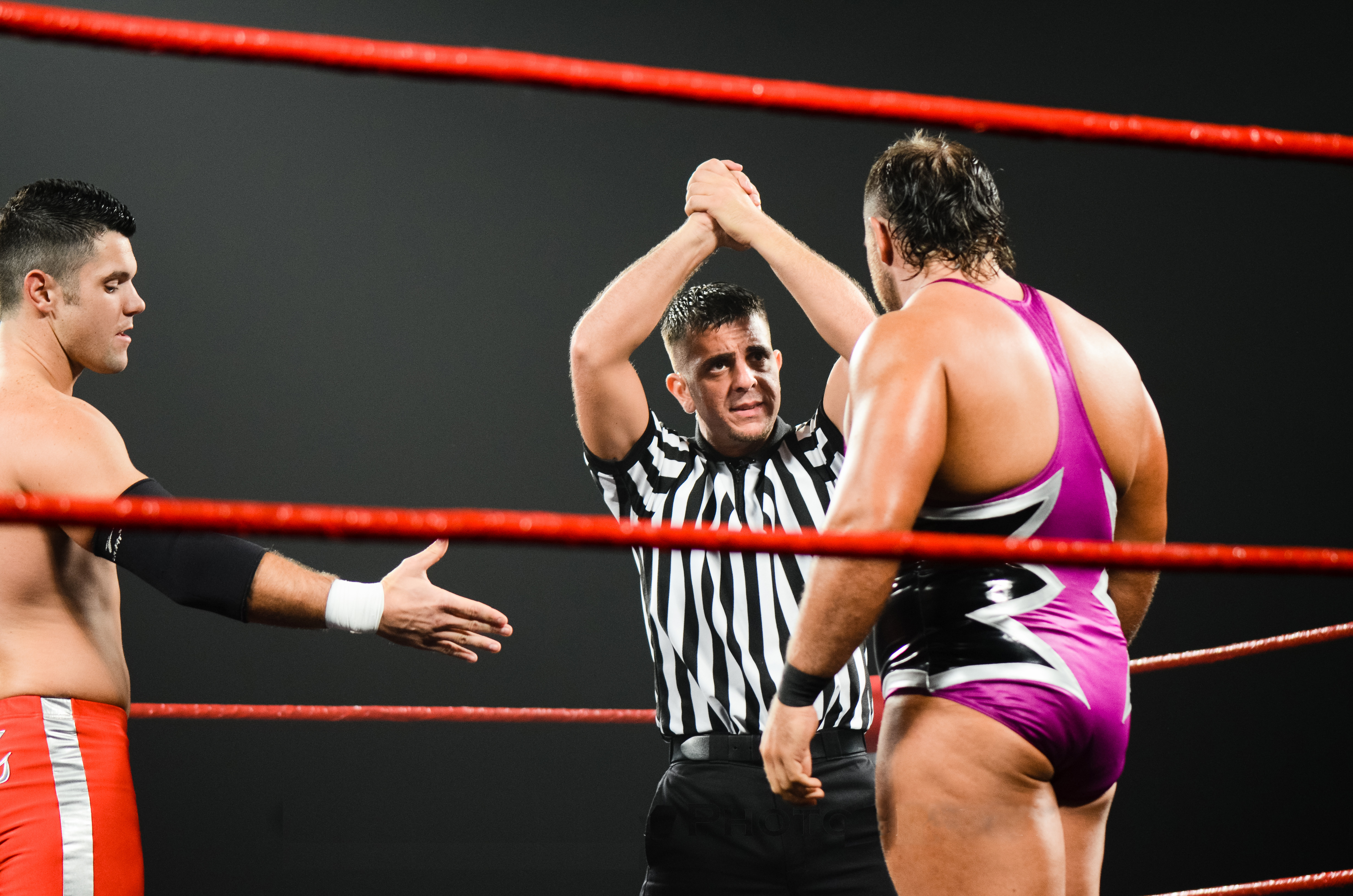
يسمحُ ميثاق الشرف للمصارعين بإثبات أنفسهم كشخصيات بطولية أو شريرة. يظهرُ في الصورة الحكم وهو يُحاول إقناع مايكل إلجين بالسلامِ على إيدي إدواردز.

ميَّزت رينغ أوف هونر صورتها عن غيرها من الشركات الناشطة في مجال المصارعة الحرّة من خلال ما يُعرف بمدونة الشرف أو ميثاق الشرف (بالإنجليزية: Code of Honor)‏ وهي مجموعةٌ من القواعد التي تملي كيف يجبُ أن يتصرَّفَ المصارعون أثناء المباريات. تهدفُ مدونة الشرف إلى بثِّ مباريات رينغ أوف هونر بشكلٍ مشابهٍ لمصارعةِ المحترفين اليابانيّة. ضمَّ ميثاقُ الشرف في البداية خمس قوانينٍ فقط صيغت في مرحلةٍ ما أثناء ازدهار شركة رينغ أوف هونر. هذه هي القوانين الخمسة وتُعتبر من «المتطلبات الأخلاقية» حيث يجب اتباعها خلال المباريات التي تسهرُ عليها رينغ أوف هونر.
1. يجبُ على المصارع مصافحة خصمهِ قبل وبعد كلِّ مباراة
2. لا تدخل خارجي
3. لا هجمات عدائيّة
4. لا يجبُ التهجّم على الحكم أو باقي المسؤولين
5. أي إجراءٍ ينتهكُ ميثاق الشرف سيُؤدي بالمصارع إلى ما يُعرف في عالم المصارعة بـ «فقدان الأهليّة»

ساعدت مدونة الشرف (وخاصَّةً قواعدها الثلاثة الأولى) على تنظيمِ مباريات المصارعة التي تُشرف عليها رينغ أوف هونر بشكلٍ أفضل مما هو عليهِ الأمر في باقي الشركات المنافسة التي تنشطُ في نفس المجال. طُبّق القانون أو البند الأول في هذا الميثاقِ بشكلٍ خاصٍ على المصارع كريستوفر دانييلز الذي كان في وقتٍ ما المصارع الأبرز في رينغ أوف هونر. جديرٌ بالذكرِ هنا أنَّ دانييلز وزميلهُ ذا بروفنسي (بالإنجليزية: The Prophecy)‏ رفضا البند الأول من ميثاق الشرف حيثُ امتنعَ الاثنانِ عن مصافحةِ أيّ مصارعٍ آخر. على جانبٍ آخرٍ، يُنظِّمُ البنديين الرابع والخامس من الميثاق المباريات داخل الحلبة وفي حالة خرقهما يُمكن للحكم إنهاء المباراة ككل. مع ذلك، فغالبيّة مباريات رينغ أوف هونر تنتهي بشكلٍ عادي عبر حسمها من قِبل أحد المصارعَيْن عبر التثبيت أو الإخضاع أو الإقصاء خارج الحلبة حسبَ نوعيّة المباراة. شهدت بعض المباريات في رينغ أوف هونر خرقًا للبند الثاني حيث تدخَّل بعضُ المصارعين في مبارياتٍ لم يُشاركوا فيها ما اضطرَّ الحكم لإنهائها. كان ردُّ فعل الجماهير الحاضرة في مثلِ هذه الحالات سلبيًا مقارنةً بردهم في عروض أخرى منافِسة. اقترحَ البعضُ في الأيام الأولى لرينغ أوف هونر أن يجري استبعادُ المصارع كليًا من الشركة في حالة ما خالف قوانينها أو برمجتها وتدخل في مباراةٍ ما دون أن يُسمح له بذلك لكنّ هذا القانون لم يُطبق في نهاية المطاف.
غيَّر في مطلع عام 2004 مدير رينغ أوف هونر في ذلك الوقت غاب سابولسكي بعضًا من بنود ميثاق الشرف بعدما شعرَ أن الميثاق لم يعد صالحًا بكلّ بنوده. ظهر ميثاق الشرف الجديد وكان مكوّنًا هذه المرة من ثلاثِ بنودٍ فقط وهي كالتالي:
1. صافح خصمكَ قبل المباراة وبعدها إذا كنت تحترمه
2. حافظ على تكافؤ الفرص على أرضيّة الحلبة
3. احترم المسؤولين

## البطولات

### البطولات الحالية
| البطولة                                  | البطل(ة) الحالي(ة)                                      | العهد       | تاريخ الفوز     | الموقع                  | العرض                   | البطل(ة) السابق(ة)                                    | الأيام |
| ---------------------------------------- | ------------------------------------------------------- | ----------- | --------------- | ----------------------- | ----------------------- | ----------------------------------------------------- | ------ |
| بطولة حلبة الشرف العالمية                | جاي ليثال                                               | 2           | 30 يونيو، 2018  | فيرفاكس، فيرجينيا       | مصارعة حلبة الشرف       | دالتون كاستل                                          | 2488+  |
| بطولة حلبة الشرف العالمية للفرق          | سو كال أنسينسورد (فرانكي كازاريان وسكوربيو سكاي)        | 1 (3, 1)    | 14 أكتوبر، 2018 | فيلاديلفيا، بينسيلفينيا | مصارعة حلبة الشرف       | أخوة بريسكو (جيه بريسكو و مارك بريسكو)                | 2382+  |
| بطولة حلبة الشرف التلفزيونية             | جيف كوب                                                 | 1           | 29 سبتمبر، 2018 | لاس فيغاس، نيفادا       | مصارعة حلبة الشرف       | بانيشمينت مارتينيز                                    | 2397+  |
| بطولة حلبة الشرف العالمية للفرق السداسية | النخبة (كودي رودز و يونغ باكس - مات جاكسون ونيك جاكسون) | 1 (1, 2, 2) | July 21, 2018   | أتلانتا، جورجيا         | مصارعة حلبة الشرف       | المملكة (مات تايفين، تي كيه أو رايان وفيني مارسيغليا) | 2467+  |
| بطولة نساء الشرف                         | سومي ساكاي                                              | 1           | 7 ابريل، 2018   | نيو أورلينز، لويزيانا   | بطاقة مباريات الشرف XII | N/A (أول بطلة)                                        | 2572+  |

### البطولات السابقة
| البطولة                 | البطل الأخير   | العهد | تاريخ الفوز    | الموقع  | العرض    | هزم            |
| ----------------------- | -------------- | ----- | -------------- | ------- | -------- | -------------- |
| بطولة حلبة الشرف النقية | براين دانيلسون | 1     | 12 أغسطس، 2006 | ليفربول | يونيفايد | نايجل ماكغينيس |

## وصلات خارجية
- الموقع الرسمي